# Palaquium heterosepalum
Palaquium heterosepalum là một loài thực vật có hoa trong họ Hồng xiêm. Loài này được Merr. mô tả khoa học đầu tiên năm 1915.